# Tatort: Querschläger
Querschläger ist ein Fernsehfilm aus der Krimireihe Tatort. Der vom NDR produzierte Beitrag wurde am 1. Dezember 2019 im Ersten und auf SRF 1 erstmals ausgestrahlt. Es ist der zwölfte Fall von Polizeihauptkommissar Thorsten Falke, der sechste mit Polizeioberkommissarin Julia Grosz und der erste Tatort des Regisseurs Stephan Rick.

## Handlung
Bei einer Polizeikontrolle auf einem Autohof schießt ein Heckenschütze auf einen LKW, dabei wird ein LKW-Fahrer durch einen Querschläger tödlich getroffen. Kommissarin Grosz verfolgt den Täter in halsbrecherischer Manier allein, er entkommt ihr. Eine erste Spur ist ein nur im Ausland erhältliches Medikament, das der Täter am Tatort verloren hatte.
Der Zuschauer erfährt früh, dass der Täter in Wirklichkeit der Zollbeamte Steffen Thewes ist, der nur den LKW treffen wollte, um von einem Spediteur Geld zu erpressen. Er braucht das Geld für eine lebensrettende Operation seiner schwerkranken Tochter, da diese spezielle Behandlung von der Krankenkasse nicht bezahlt wird. Im weiteren Verlauf erschießt der Täter einen Jäger, der ihn im Wald mit seinem Scharfschützengewehr sieht. Außerdem schießt er einen LKW-Fahrer und den Spediteur an; beide überleben.
Die Kommissare kommen dem Täter schließlich auf die Spur. In der Schlussszene kann Kommissar Falke den Täter überzeugen, eine Geiselnahme aufzugeben, und er baut dem Spediteur eine Brücke, einen hohen, auf kriminellem Weg verdienten Geldbetrag zu spenden und dafür straffrei zu bleiben. Kurz darauf geht auf dem Spendenkonto für das Mädchen ein hoher Geldbetrag ein, der die lebensrettende Operation ermöglicht.

## Hintergrund
Der Film wurde unter dem Arbeitstitel Kollateralschaden vom 11. September 2018 bis zum 11. Oktober 2018 gedreht. Die Premiere erfolgte auf dem 30. Internationalen Filmfest Emden-Norderney am 15. Juni 2019.

## Kritiken
Der Kritiker Christian Buß bewertete den Film bei Spiegel Online mit sieben von zehn möglichen Punkten und urteilte lobend: „Das emotionale Zentrum dieses ‚Tatort‘ ist also ein Mörder. Das funktioniert, weil Peschel seinen Thewes als hoch ambivalente Figur angelegt hat, der als Vater alle moralischen Abwägungen zur Seite schiebt, um die Tochter zu retten.“
Der Film-Dienst bewertete den Film mit zwei von fünf möglichen Sternen und beurteilte ihn als durchschnittlichen Krimi, der über den Anspruch, ein tragisches Familiendrama erzählen zu wollen, Spannung und Logik vernachlässige und teilweise „sehr kitschig“ ausfalle. Nur „der großartig gespielte Verzweiflungstäter“ würde in dem Szenario an Profil gewinnen. Ähnlich sah es der Journalist Matthias Hannemann in der FAZ: Der Film hätte „mehr werden können als ein gängiger ‚Tatort‘“, wenn alle Rollen so „passgenau“ besetzt worden wären wie die von Peschel.

## Einschaltquote
Die Erstausstrahlung des Films am 1. Dezember 2019 wurde in Deutschland von 9,14 Millionen Zuschauern gesehen und erreichte einen Marktanteil von 26,2 % für Das Erste.